# Tartományi és municipalis militia a Római Birodalomban
Augustus korától a római hadsereg zöme a határszéli tartományokban állomásozott. A többi, belső tartományokat Tacitus provinciae inermesnek nevezte. Ezek elsősorban a senatori tartományok voltak, illetve néhány császári tartomány: Aquitania, Belgica, Lugdunensis és Galatia, végül a procuratori tartományok. Azonban, ha nem is állandó hadi célból, de rendfenntartás céljára ezekben is kellett lennie katonai karhatalomnak.
A senatori tartományok közül Africa provincia proconsulának az első császárok alatt egy légiója volt a megfelelő segédcsapatokkal. E légió egy része később is rendelkezésre állt. Ugyancsak a proconsul parancsnoksága alatt állt a Vespasianus óta Karthágóban állomásozó cohors urbana is. E különleges eljárás magyarázata egyrészt az adók behajtása, másrészt az állandóan lázongó provinciában a rendfenntartás körüli nehézségek voltak.
Kisebb számú katonai csapat a többi proconsulnak is rendelkezésére állt. Helyőrségek voltak a légió nélküli császári tartományokban is. Lugdunumban egy cohors urbana állomásozott, a többiek az auxilia csapataiból kaptak őrséget. E csapatok általában olyan csekély létszámúak voltak, hogy a tartomány területével semmilyen összhangban nem álltak, s így sem a rend és közbiztonsági feladatok ellátására, sem rendkívüli esetekre nem voltak elegendőek. A fenti feladatok ellátásara a tartományok szervezetén belül történt gondoskodás. A tartományokat bizonyos közigazgatási és igazságszolgáltatási körökre osztották, egy-egy nagyobb várossal mint székhellyel, ez utóbbi hatósága látta el a körnek közigazgatását is. A lex colonia Juliae Genetivae szerint a decurioknak szabad volt a várost védművekkel látni el, annak védelmére minden lakost -polgárt és idegent egyaránt- igénybe vehettek, felfegyverezhettek és a városon kívüli hadműveletekben is alkalmazhatták őket. Ez esetben a duumvir vagy az általa kinevezett parancsnok a tribuni militum jogkörével bírt.
E katonaságot ma a nemzetőrség, polgárőrség néven neveznénk. Bizonyos különleges célokra olyan tartományokban is volt ilyen jellegű haderő, ahol állandó légió állomásozott. Hispania Tarraconensisből ismerünk egy praefectus orae maritimaet, akinek kötelessége volt a tengerpartnak a kalózoktól való megvédelmezése és a kikötői szolgálat ellátása, aminek a rendelkezésére álló két cohorsszal tett eleget. Beaticából is ismeretes egy tribunus militum cohortis maritimae. Noviodunumban volt praefectus arcendis latrociniis, amelynek természetesen legénysége is volt, ez nagyjából a mai csendőrségre hasonlíthatott.
A felsorolás továbbis folytatható lenne, tehát kétségtelen, hogy úgy a tartományi helytartóknak, mint a városoknak voltak olyan fegyveres csapataik, amelyeket mi polgárőrségnek, nemzetőrségnek hívnánk, továbbá olyanok, amelyek a mai csendőrség, rendőrség és pénzügyőrség feladatait látták el.
A helytartó szükség esetén fegyverbe szólíthatta a tartomány összes fegyverbíró férfiát, az így keletkezett katonaság nagyjából a modern népfelkelésnek felel meg. Az ilyen általános fegyverbeszólítás nem tartozott a túlságosan ritka esetek közé.